# Berthe Charmal
Berthe Lamarche dite Berthe Charmal, née en 1878 en Belgique et morte en 1956 à Bruxelles, est une actrice de théâtre et de cinéma belge.

## Biographie
Malgré une carrière de plus de 40 ans sur les scènes de théâtre et les plateaux de cinéma, on ne sait presque rien de la vie de Berthe Charmal sinon qu'elle apparaît pour la première fois dans la presse en octobre 1905 sous son véritable nom à l'occasion d'un procès pour adultère intenté par son mari, un certain M. Vanderove, qui lui reprochait de le tromper avec un acteur du nom d'Alphonse Henry.  
Les plus anciens témoignages connus de son activité au théâtre, cette fois sous son nom de scène, remontent à 1904, année où elle est engagée dans la troupe du théâtre royal des Galeries à Bruxelles puis en 1907 dans celle de l'Éden-Comédie, un établissement ouvert en 1904 au 61, rue du Château-d'Eau dans le 10e arrondissement de Paris où elle fera les deux saisons d'hiver suivantes.
Celle qu'on présentait parfois dans les années 1930 comme "la Marguerite Moreno belge" quitte définitivement la scène artistique après un dernier rôle au cinéma dans Passeurs d'or, un film du réalisateur Émile-Georges De Meyst sorti sur les écrans en octobre 1948. Elle avait alors 70 ans.

## Carrière au théâtre
- 1907 : Le Crime d'un fils, drame en 5 actes de Louis Decori et Lefebvre, à l'Éden-Comédie (7-13 décembre) : Ida de Jarcy
- 1907 : Claudine à l'école, comédie en 4 actes dont un prologue de Willy d'après le roman de Colette, à l'Éden-Comédie (21-27 décembre) : Mlle Sergent[9]
- 1907 : Gigolette, drame en 5 actes et 8 tableaux de Pierre Decourcelle et Edmond Tarbé des Sablons, à l'Éden-Comédie (28 décembre 1907-janvier 1908) : la Sauterelle
- 1908 : Le Petit Jacques, drame en 5 actes et 8 tableaux de William Busnach, à l'Éden-Comédie (janvier) : Cécile de La Roseraie
- 1908 : Le Friquet, comédie en 4 actes de Willy d'après le roman de Gyp, à l'Éden-Comédie (18-24 janvier) : Mariquita
- 1908 : La Bâillonnée, drame en 2 parties, 5 actes et 8 tableaux de Pierre Decourcelle et Paul Rouget, à l'Éden-Comédie (1er-7 février) : Thérèse Renaud
- 1908 : La Belle au bois dormant, drame en 5 actes et 8 tableaux d'Octave Feuillet, à l'Éden-Comédie (février) : Anne
- 1908 : Bouffe-la-route, vaudeville en 3 actes de Léon Xanrof et Curt Kraatz, à l'Éden-Comédie (15-21 février) : Justine
- 1908 : Le Bâtard rouge, drame de cape et d'épée en 5 actes et 6 tableaux, dont un prologue, de Rodolphe Bringer et Gaston Rennes, à l'Éden-Comédie (25-31 janvier) : Régine de Sylva
- 1908 : L'Âge d'aimer, comédie en 4 actes de Pierre Wolff : Jeanne, et Une Tasse de thé, comédie en un acte de Charles Nuitter et Joseph Derley, à l'Éden-Comédie (22-28 février) : la baronne de Villedeuil
- 1908 : La Bande à Fifi, drame en 5 actes et 8 tableaux de Gardel-Hervé et Maurice Varret, à l'Éden-Comédie (29 février-6 mars) : la Vollard
- 1908 : Miss Helyett, opérette en 3 actes de Maxime Boucheron, musique d'Edmond Audran, à l'Éden-Comédie (28 mars-3 avril) : Manuela[10]
- 1908 : La Tour de Nesle, drame historique en 5 actes et 9 tableaux de Frédéric Gaillardet et Alexandre Dumas, à l'Éden-Comédie (4-10 avril) : Charlotte
- 1908 : La Fleuriste des Halles, drame en 5 actes et 7 tableaux d'Henri Demesse, à l'Éden-Comédie (11-17 avril) : Fanchette
- 1908 : Roule-ta-bosse, drame en 5 actes, 6 tableaux et 1 prologue de Jules Mary et Émile Rochard, à l'Éden-Comédie (18-24 avril) : Hélène (Chopinette)
- 1908 : Nana, drame en 5 actes de William Busnach d'après le roman d'Émile Zola, à l'Éden-Comédie (2-8 mai) : Zoé
- 1908 : Adèle est grosse, comédie en 1 acte d'Henri Beaujot, à l'Éden-Comédie (mai) : Adèle
- 1908 : Les Surprises du divorce, comédie en 3 actes d'Alexandre Bisson et Antony Mars, à l'Éden-Comédie (16-22 mai) : Diane
- 1908 : L'École des amants, comédie en 3 actes de Claude Rolland et Pierre Morgand, à l'Éden-Comédie (23-27 mai) : Julie
- 1909 : L'Âne de Buridan, comédie en 3 actes de Robert de Flers et Gaston de Caillavet, au Théâtre municipal d'Oran (9 novembre) : Fernande Chandal
- 1910 : Mademoiselle Josette, ma femme, comédie en 4 actes de Paul Gavault et Robert Charvay, au Théâtre municipal d'Oran (3 janvier) : Myrianne
- 1910 : L'Éventail, comédie en 4 actes de Robert de Flers et Gaston de Caillavet, au Théâtre municipal d'Oran (21 janvier) : Gisèle Vaudreuil
- 1910 : L'Amour veille, comédie en 4 actes de Gaston de Caillavet et Robert de Flers, au Théâtre municipal d'Oran (11 mars) : la marquise de Juvigny
- 1912 : Le Feu de la Saint-Jean, comédie en 3 actes de Frantz Fonson et Fernand Wicheler, au théâtre de la Renaissance (21 mai) : Marie[11]
- 1912 : Le Coup du berger, vaudeville en 3 actes d'Alexandre Bisson et Marc Sonal, au Kursaal de Dunkerque (juillet) : Rosalie
- 1913 : La Demoiselle de magasin, comédie en 3 actes de Frantz Fonson et Fernand Wicheler, au théâtre du Gymnase (13 février) : Mme Deridder[12]
- 1925 : Le Monsieur de cinq heures, vaudeville en 3 actes de Pierre Veber et Maurice Hennequin, au théâtre du Vaudeville de Bruxelles (septembre) : Mme Précardan
- 1926 : L'Histoire du crocodile, comédie en 3 actes de Fernand Wicheler, au théâtre des Mathurins (5 septembre) : Mme Urend
- 1927 : J'ai une idée, comédie burlesque en 3 actes d'après Tons of Money de Will Evans et Valentine, adaptation française et mise en scène de Max Dearly, au théâtre de l'Alhambra de Lille (juillet) : tante Dorothée
- 1927 : Ce bon Monsieur Zoetebeek, comédie bruxelloise en 3 actes de Jules Van Roy et Louis Bajart, au théâtre de l'Alhambra de Lille (août) : Mme Zoetebeek
- 1937 : Praxadora ou l'Amour communiste[13], pièce d'Albert du Bois, au théâtre royal du Parc de Bruxelles (13 décembre)[14]
- 1938 : Bossemans et Coppenolle, comédie gaie en 3 actes de Joris d'Hanswyck et Paul Van Stalle, au Théâtre de Paris (29 avril) : Mme Coppenolle
- 1939 : Kaatje, comédie en 4 actes en vers de Paul Spaak, au Grand-Théâtre de Lille (8 juillet) : la mère de Kaatje
- 1942 : Le Doyen des enfants de chœurs, vaudeville en 3 actes de Maxime Léry et Guy d'Abzac, à la Salle des fêtes Kléber de La Madeleine (26 avril).

## Carrière au cinéma
- 1925 : Le Juif polonais, film muet anglo-belge de et avec Harry Southwell, scénario de Fernand Crommelynck d'après le drame d'Erckmann-Chatrian
- 1931 : Le Juif polonais de Jean Kemm, scénario de Pierre Maudru d'après le drame d'Erckmann-Chatrian
- 1932 : Le Mariage de Mlle Beulemans de Jean Choux : Mme Beulemans
- 1935 : Les Peperbol à l'exposition d'Émile-Georges De Meyst : Mme Peperbol
- 1936 : Le Champion de ces dames de René Jayet : Mme Agreste
- 1936 : Ça viendra / Ma Tante et ses millions[15] d'Émile-Georges De Meyst
- 1937 : C'est lui que je veux / Mosterpot père et fils, d'André Royet, scénario d'Harry Harment : la tante Betty[16]
- 1938 : Mon père et mon papa de Gaston Schoukens[17]
- 1941 : Zig-zag de Gaston Schoukens
- 1947 : Le Cocu magnifique  d'Émile-Georges De Meyst : Mémé
- 1948 : Passeurs d'or d'Émile-Georges De Meyst : la mère Rougeau.